# Mendi
Mendi es una ciudad ubicada en el oeste de Etiopía localizada en la Zona Mirab Welega de la Región de Oromía. Con una elevación de 1.538 metros sobre el nivel del mar, es el centro administrativo de la woreda Mana Sibu.

## Demografía
Según la Agencia Central de Estadística de Etiopía en 2005, Mendi tenía una población de 18.020 personas de los cuales 9.199 son hombres y 8.821 son mujeres. El censo de 1994 informó que esta localidad tenía 10.070 habitantes de los cuales 4.989 eran hombres y 5.081 eran mujeres.

## Conectividad
Mendi posee un aeropuerto (OACI HAMM, IATA NDM), con una pista de aterrizaje sin pavimentar de 1.250 metros de longitud. Durante 2009 en tanto, se realizó una significativa mejora y rehabilitación de los 131 kilómetros de la carretera de grava que sirve de conexión entre Mendi con Nejo, mientras que la carretera que conecta a Mendi y Asosa aún se encuentra en etapa de mejoramiento.